# Eleionomai
Eleionomai (altgriechisch Ἐλειονόμαι Eleionómai) sind dem Wortsinn nach ‚Sumpfbewohner‘ (aus ἔλειος éleios, deutsch ‚sumpfig‘ und νομός nomós, deutsch ‚Wohnsitz, Gebiet‘).
In den Argonautika des Apollonios von Rhodos ist an zwei Stellen beiläufig von sumpfbewohnenden Nymphen die Rede. Außerdem werden sie in einem Scholion zur Ilias genannt. Das war die Grundlage für moderne Mythographen, Eleionomai als Nymphen der Sümpfe und Marschen gleichrangig den Najaden, Nereiden und Okeaniden an die Seite zu stellen, was insofern falsch ist, als etwa der Begriff Najade spezifisch für Nymphen ist, während Eleionomai allgemein Sumpfbewohner, also auch menschliche Bewohner einer sumpfigen Gegend bezeichnet.
Als latinisierte Form wurde Eleionomae angegeben.